# 法鲁卡巴德-丘姆-法泰赫加尔
法鲁卡巴德-丘姆-法泰赫加尔（Farrukhabad-cum-Fatehgarh），是印度北方邦Farrukhabad县的一个城镇。总人口227876（2001年）。

## 人口
该地2001年总人口227876人，其中男性120783人，女性107093人；0—6岁人口30120人，其中男16294人，女13826人；识字率63.08%，其中男性为67.80%，女性为57.75%。